# クリーンエナジーファクトリー
CEF株式会社（シーイーエフ）は、日本の風力発電事業者である。旧社名はクリーンエナジーファクトリー株式会社。
なお、名称が似ており、産業廃棄物処理などの事業を行っている株式会社クリーンエナジー（広島市南区月見町）とは関係がない。

## 営業拠点
- 本社（北海道根室市）
- 大阪本社（大阪市福島区）
- 東京本部（東京都千代田区）
- 札幌支社（札幌市白石区）
- 舞鶴事務所（京都府舞鶴市）

## 主要設備一覧
- CEFオロロンウインドファーム
  - LAGERWEY LM50/750 4基 3,000kW
  - 北海道留萌郡小平町
  - 事業子会社であるCEFオロロンウインドファーム株式会社が所有。
- CEF伊豆熱川ウインドファーム
  - GE1.5sle 10基 15,000kW
  - 静岡県賀茂郡東伊豆町
  - 事業子会社であるCEF伊豆熱川ウインドファーム株式会社が所有。
- CEF南あわじウインドファーム
  - GE2.5 15基 37,500kW
  - 兵庫県南あわじ市
  - 事業子会社であるCEF南あわじウインドファーム株式会社が所有。
- CEF豊北ウインドファーム
  - GE2.5 7基 17,500kW
  - GE1.5sle 5基 7,500kW
  - 山口県下関市豊北町
  - 事業子会社であるCEF豊北ウインドファーム株式会社が所有。
- 花咲風力発電所
  - GE1.5s 1基 1,500kW
  - 北海道根室市昆布盛
- 浜中町風力発電所
  - GE1.5sle 1基 1,500kW
  - 北海道厚岸郡浜中町
  - 浜中観光ホテルの跡地に建設。クリーンエナジーファクトリー及び浜中町が中間法人（後に公益法人制度改革に伴い一般財団法人化）を設立して運営[3]。

### かつて所有していた設備
- CEF昆布盛ウインドファーム（現JEN昆布盛ウインドファーム）
  - GE1.5s 5基 7,500kW
  - GE2.5 1基 2,500kW
  - 北海道根室市昆布盛
  - 2012年10月にJENホールディングス株式会社に株式譲渡[4]。
- CEF玖珠ウインドファーム（現JEN玖珠ウインドファーム）
  - MWT1000A 11基 11,000kW
  - 大分県玖珠郡玖珠町
  - 2011年1月にJENホールディングス株式会社に株式譲渡[5]。以降もCEFが風車管理運営サービスを行っている。

## CEFが風車管理運営サービスを行っているサイト
- JEN玖珠ウインドファーム[6]
- 虫ヶ峰ウインドファーム[6]
  - GE1.5sle 4基 6,000kW
- その他風力発電所[6]
  - 43基 84,500kW